# Leucofris
Leucofris (en llatí Leucophrys, en grec antic Λευκόφρυς) era una ciutat de Cària a la plana del riu Meandre, a la riba d'un llac o llacuna d'aigua calenta potable, segons indica Xenofont.
Xenofont també diu que tenia un santuari dedicat a Àrtemis molt venerat, i Pausànias parla d'una estàtua d'Àrtemis Leucofrine que va veure a l'Acròpoli d'Atenes. El poeta Nicandre de Claros va parlar de la ciutat, i deia que era famosa per les seves roses.
Leucofris era també l'antic nom de Tenedos.